# カタリーナ・フリッチュ
カタリーナ・フリッチュ（独: Katharina Fritsch、1956年2月14日 - ）は、ドイツの彫刻家。デュッセルドルフ在住。

## 経歴
1956年2月14日、西ドイツのエッセンに生まれる。母方の祖父がファーバーカステル社のセールスマンで、幼い頃は祖父の家のガレージにあった色鉛筆で遊んでいた。
ヴェストファーレン・ヴィルヘルム大学で歴史と美術史を学んでいたが、1977年にデュッセルドルフ美術アカデミーに移り、フリッツ・シュヴェーグラーに師事する。
1980年代中頃に実物大の象の彫刻で国際的な注目を集めた。
作品はニューヨーク近代美術館、フィラデルフィア美術館、ウォーカー・アート・センター、シュトゥットガルト州立美術館、ブランドホルスト博物館などに収蔵されている。
2001年から2010年までミュンスター芸術アカデミー教授。現在はデュッセルドルフ美術アカデミーで教授を務めている。

## 作品
ありふれたものに不調和で不気味な感覚を付加させた彫刻・インスタレーションが特徴。ベースとなる像はキリスト教や美術史、民間伝承など様々ものから引用。美術館を訪れた入館者がどう感じたが作品の評価に大きく反映される。
最も知られた作品は、ポリエステル製の黒いネズミの像が巨大な輪を作った『Rattenkönig/Rat King』（1993年）で、1999年のヴェネツィア・ビエンナーレなどに出展された。他には、ポリエステル製で表面を艶消し黒で塗られたストイックなモノクロの男性像『Mönch/Monk』（1997/1999年）。色とりどりの9体の像から成るインスタレーション『Figurengruppe/Group of Figures』（2006-2008年）。2013年7月から2015年1月にかけてロンドンのトラファルガー広場のフォース・プリンスに設置された14フィート（4.3m）の青い雄鶏像『Hahn/Cock』などがある。
初期の作品こそ手作りで作られていたが、それ以後は、伝統的な彫刻技法と工業生産の技術を組み合わせて作品を制作している。フリッチュは塑像を作るのみで、それを工場に回して鋳型を作り、石膏、ポリエステル、アルミニウムで鋳造する 。1つの鋳型から複数体作ることもある。
人型の作品を製作するときはアーティスト仲間のフランク・フェンスターマッハがモデルを務めることが多い。フリッチュは彼との長年にわたる関係についてこう語っている。「なぜだかわからないけど彼は私が表現したいことを表現できるんです。もしかしたら彼は私の父、あるいは私と似ているのかもしれない。彼は一種の俳優です。何もしてないのにキャラクターを変えられるのがとても不思議。彼はうってつけの人です」。人型の作品を制作するプロセスは、動物や物をモデルとする場合と似ているが、少々手が込んでいる。まず、写真を撮りながらモデルのポーズを決める。次にモデルにワセリンを塗り、石膏型を取る。全身像を作るので顔、手、足の型が必要である。シリコンでネガ型を、ポリエステルでポジ型を作る。出来上がったばらばらのピースをひとつに組み立て、最後にペイントあるいはスプレーをして完成。
フリッチュの作品はマルセル・デュシャンの仕事を継承しているとも言われる。美術館の外だとありふれて見慣れたものが美術館に展示されると見る者に違和感を起こさせるところが、デュシャンと似ている。

## 展覧会
1979年に彫刻を初出展。国際的に知られたのは1984年にデュッセルドルフで開かれた『Von hier aus』展。1988年にクンスターレ・バーゼル、1997年にはバーゼル市立現代美術館で展示。アメリカ合衆国での最初の展示は1993年のディア芸術財団主催の展覧会 。1995年のヴェネツィア・ビエンナーレにはトーマス・ルフ、マーティン・ホナートとともに参加。その後は、サンフランシスコ近代美術館、テート・モダン、シカゴ現代美術館、チューリッヒ美術館、ダイヒトーアハレンで展示。2012年、シカゴ美術館のブルーム・ファミリー・テラスに彫刻群を設置。
他に、カーネギー美術館（1991年）、ベルリンのマルティン・グロピウス・バウ（1991年）、サンフランシスコの現代ユダヤ博物館（2004年）、アテネのDESTE Foundation for Contemporary Art（2004年）、ニューヨーク近代美術館（2008年）、韓国の光州ビエンナーレ（2010年）。

### 個展
- 1984年 Galerie Rüdiger Schöttle（ミュンヘン）
- 1985年 Galerie Johnen & Schottle（ケルン）
- 1987年 『Katharina Fritsch: Elefant』Kaiser Wilhelm Museum（クレーフェルト）
- 1988年 クンスターレ・バーゼル（スイス、バーゼル）
- 1988年 現代美術館（ロンドン）
- 1989年 Westfälischer Kunstverein（ミュンヘン）[21]
- 2017年 『Multiples』ウォーカー・アート・センター（ミネアポリス）[22]

## 受賞
- 1984年 Kunstpreis Rheinische Post（デュッセルドルフ）
- 1989年 Kunstpreis Glockengasse（ケルン）
- 1994年 Coutts & Co. International Award（ロンドン）
- 1996年 Kunstpreis Aachen
- 1999年 Junge Stadt sieht Junge Kunst（ヴォルフスブルク）
- 2002年 Konrad-von-Soest-Preis des Landschaftsverband Westfalen-Lippe
- 2008年 Piepenbrock Preis für Skulptur
- 2014年 Kunstpreis Düsseldorf

## 文献
- Katharina Fritsch. San Francisco: San Francisco Museum of Modern Art, 1996.
- Katharina Fritsch. Wolfsburg: Stadische Galerie Wolfsburg, 1999.
- Katharina Fritsch. New York: Matthew Marks Gallery, 2000.
- Blazwick, Iwona. Katharina Fritsch. London: Tate, 2002.
- Figure in the Garden: Katharina Fritsch at The Museum of Modern Art. Cologne: Walther König, 2013.